# Фарес Джума
Фарес Джума Аль-Сааді (араб. فارس جمعة حسن جمعة السعدي; нар. 30 грудня 1988, Аль-Айн) — еміратський футболіст, захисник клубу «Аль-Джазіра».
Виступав, зокрема, за клуб «Аль-Айн», а також національну збірну ОАЕ.

## Клубна кар'єра
Народився 30 грудня 1988 року в місті Аль-Айн. Вихованець юнацьких команд футбольних клубів «Аль-Шааб» та «Аль-Айн».
У дорослому футболі дебютував 2007 року виступами за команду клубу «Аль-Айн», в якій провів вісім сезонів, взявши участь у 132 матчах чемпіонату. За цей час захисник виграв з командою 3 чемпіонства, а також низку інших національних трофеїв.
До складу клубу «Аль-Джазіра» приєднався влітку 2015 року. Станом на 4 грудня 2017 відіграв за команду з Абу-Дабі 55 матчів в національному чемпіонаті.

## Виступи за збірну
2008 року дебютував в офіційних матчах у складі національної збірної ОАЕ. У складі збірної був учасником кубка Азії з футболу 2011 року у Катарі. Його команда зайняла останнє місце в групі і не перейшла на наступний етап.

## Досягнення
- Чемпіон ОАЕ: 2012/13, 2013/14, 2014/15, 2016/17
- Володар Кубка Президента ОАЕ: 2008/09, 2013/14, 2015/16
- Володар Суперкубка ОАЕ: 2009, 2012, 2015
- Володар Кубка ліги ОАЕ: 2008/09